# Alfredo Joignant Muñoz
Alfredo Joignant Muñoz (Santiago de Chile, 1936-18 de junio de 2023) fue un profesor de historia y político chileno. Fue intendente de la provincia de Santiago y director de la Policía de Investigaciones de Chile durante el gobierno de Salvador Allende.

## Biografía
Profesor de Historia y Geografía, estuvo casado con Adriana Rondón, también profesora. Es padre del sociólogo y politólogo Alfredo Joignant Rondón.
En 1951, siendo estudiante secundario, ingresó al Partido Socialista de Chile. Con el triunfo de la Unidad Popular en las elecciones presidenciales de 1970, asumió como jefe de gabinete de José Tohá, ministro del Interior de Salvador Allende.
En marzo de 1972, Joignant asumió como intendente de la provincia de Santiago. En octubre de ese año, en pleno paro de camioneros que paralizó todo Chile y puso en jaque al gobierno, fue destituido de su cargo a través de una acusación constitucional presentada por la oposición y aprobada en el Congreso, debido a que se negó a prestar la fuerza pública para realizar desalojos ordenados por la justicia. Más tarde, en diciembre, fue nombrado director de la Policía de Investigaciones de Chile, cargo en el que se mantuvo hasta el 11 de septiembre de 1973.
Después del golpe militar, Joignant Muñoz fue detenido y estuvo preso por cuatro años. Pasó por Isla Dawson, el regimiento Tacna, la Academia de Guerra Aérea, Ritoque, Tres Álamos, Melinka-Puchuncaví, entre otros campos de concentración y tortura de la dictadura militar. Después, fue expulsado de Chile y viajó al exilio junto a su familia a Francia, donde vivió por 13 años. Ahí se dedicó a su formación profesional en el área de educación; en 1981 inició sus estudios de posgrado en Análisis y Ejecución Presupuestaria de la Educación y Marco Curricular de Educación Técnica, temas que eran de su especialidad, y en París se desempeñó como director de una cadena privada de institutos de formación profesional de adultos vinculada al Partido Socialista francés.
En 1989, volvió a Chile, y al año siguiente, con el retorno a la democracia, trabajó como asesor en asuntos relativos a educación técnico-profesional en el Ministerio de Educación.
Falleció el 18 de junio de 2023. Sus restos fueron velados en la sede del Partido Socialista en Santiago.